# William Henry Sneed
William Henry Sneed (* 27. August 1812 im Davidson County,  Tennessee; † 18. September 1869 in Knoxville, Tennessee) war ein US-amerikanischer Politiker. Zwischen 1855 und 1857 vertrat er den Bundesstaat Tennessee im US-Repräsentantenhaus.

## Werdegang
William Sneed zog nach der Grundschule mit seiner Familie in das Rutherford County. Nach einem anschließenden Jurastudium und seiner im Jahr 1834 erfolgten Zulassung als Rechtsanwalt begann er in Murfreesboro in seinem neuen Beruf zu arbeiten. Politisch war er damals Mitglied der Whigs. Zwischen 1843 und 1845 gehörte er dem Senat von Tennessee an. Dort setzte er sich erfolglos für die Verlegung der Staatshauptstadt nach Murfreesboro ein. Seit 1845 lebte er in Knoxville.
Nach der Auflösung der Whig Party schloss sich Sneed der kurzlebigen American Party an. Bei den Kongresswahlen des Jahres 1854 wurde er als deren Kandidat im zweiten Wahlbezirk von Tennessee in das US-Repräsentantenhaus in Washington, D.C. gewählt, wo er am 4. März 1855 die Nachfolge von William Montgomery Churchwell antrat. Da er im Jahr 1856 auf eine weitere Kandidatur verzichtete, konnte er bis zum 3. März 1857 nur eine Legislaturperiode im Kongress absolvieren. Diese war von den Ereignissen im Vorfeld des Bürgerkrieges geprägt. Im Kongress war Sneed Vorsitzender des Committee on Mileage.
Nach seinem Ausscheiden aus dem US-Repräsentantenhaus arbeitete William Sneed wieder als Anwalt. Eine Nominierung für das Amt eines Bezirksrichters lehnte er ab. Später wurde er Mitglied der Demokratischen Partei. Im Vorfeld des Bürgerkrieges war Sneed zunächst gegen den Austritt Tennessees aus der Union. Ende der 1850er Jahre änderte er aber seine Meinung und unterstützte die Sezessionsbewegung. Bis 1863 blieb er in Knoxville. Als die Truppen der Union die Stadt einnehmen, floh er nach Bristol. Der örtliche Kommandeur der Union nutzte Sneeds Haus als sein Hauptquartier. Im Jahr 1867 kehrte Sneed nach Knoxville zurück. Dort arbeitete er wieder als Jurist. Es gelang ihm auch, einen Teil seines beschlagnahmten Eigentums zurückzuerhalten. William Sneed starb am 18. September 1869 in Knoxville.